# Sven Dahlin (1906–1965)
Sven Erik Dahlin, född 21 oktober 1906 i Östersund, död 5 november 1965 i Stockholm, var en svensk konstnär.
Han var son till postmästaren Carl Dahlin och Anna Lindeberg. Dahlin studerade vid Edward Berggrens målarskola 1933–1937 samt för Akke Kumlien 1940 och under studieresor till bland annat Tyskland och Danmark. Han medverkade i utställningar med Sällskapet för jämtländsk konstkultur. Hans konst består av landskap och porträtt. Dahlin är begravd på Norra begravningsplatsen i Östersund.